# جشنواره میهم ۲۰۱۳
جشنواره میهم ۲۰۱۳ (انگلیسی: Mayhem Festival 2013) ششمین جشنواره سالانه میهم بود. تاریخ‌های اجرا در ۲۸ ژانویه ۲۰۱۳ (۹ بهمن ۱۳۹۱) اعلام شد، و اسامی گروه‌های شرکت کننده به‌طور رسمی در ۱۸ مارس ۲۰۱۳ (۲۸ اسفند ۱۳۹۱) اعلام شد.
گروه دث متال لهستانی بهیموث قرار بود اجرا کنند اما در ۵ ژوئن اعلام کردند که به دلیل بیماری درامر زبیگنیف روبرت پرومینسکی و نیاز به جراحی آپاندیس، از تور خارج می‌شوند.

## جشنواره میهم ۲۰۱۳

### اجرا کنندگان صحنه اصلی
- راب زامبی
- فایو فینگر دث پانچ
- مستودون
- آمن امارث

### اجرا کنندگان صحنه یایگرمایستر
- مشین هد
- جاب فور ا کابوی
- بوچر بیبیز
- بتل‌کراس
- هانترس

### اجرا کنندگان صحنه موزیسینز انیستیتو
- چیلدرن آو بادم
- اسکورپیون چایلد
- امیور
- بورن آو اسایرس
- موشنلس این وایت
- آتیکا ۷
- ترون اینو اگزایل